# Edgar Rice Burroughs
Edgar Rice Burroughs (født 1. september 1875, død 19. marts 1950) var en amerikansk forfatter. Han skrev blandt andet science fiction.
Noget af det han blev kendt for var serien om John Carter på Mars og bøgerne om Tarzan.
Han døde på sin ranch Tarzana nord for Los Angeles i Californien den 19. marts 1950. 